# Сермягин, Валентин Романович
Валенти́н Рома́нович Сермя́гин (5 октября 1930, Старые Бурундуки, Татарская ССР, СССР — 4 мая 2018) — советский рабочий, токарь-расточник, Герой Социалистического Труда.

## Биография
Родился в 1930 году в крестьянской семье. С четырнадцати лет начал работать трактористом в родном селе. С 1948 года работал в межрайонной транспортной мастерской в Тетюшах. Срочную службу проходил в танковых частях.
В 1957 году переехал в Ставрополь (ныне Тольятти), где устроился на завод «Волгоцеммаш». Был учеником токаря, позднее к токарному освоил строгальный, шлифовальный и фрезеровальный станки, став специалистом широкого профиля.
С 2008 года на пенсии. Проживал в Тольятти.

## Награды
- Герой Социалистического Труда (23 июля 1966, «за выдающиеся успехи в выполнении заданий семилетнего плана и достижения высоких показателей в работе»)
- Орден Ленина (23 июля 1966);
- Трудового Красного Знамени;
- медали.